# Supercopa de Chile 2024
La Supercopa de Chile 2024, también conocido como «Supercopa Coca-Cola Sin Azúcar 2024», fue la 12.º edición de la Supercopa de Chile, competición que se disputó entre los campeones de la Primera División del año 2023 y de la Copa Chile 2023, correspondiente a la temporada 2023.
El torneo se disputó en el Estadio Nacional Julio Martínez Prádanos de Santiago, estadio que acogió por cuarta vez en su historia, la definición del trofeo.
Debido a graves incidentes causados por los hinchas asistentes, el partido fue suspendido a los 78 minutos, con ventaja parcial de Colo-Colo sobre Huachipato por 2-0. Tras considerar varias opciones para finalizar el encuentro, la ANFP determinó finalmente reanudar el encuentro, el 13 de noviembre en el Estadio El Teniente de Rancagua (estadio que por primera vez, acoge la definición del torneo), sin presencia de público. Además, el árbitro Piero Maza fue el encargado de arbitrar, los minutos restantes del partido.

## Participantes
Los equipos participantes fueron los equipos que se coronaron campeones del Torneo Nacional de Primera División y de la Copa Chile de la temporada 2023, respectivamente. Ambos campeones se enfrentaron a partido único.
En este caso, los equipos que participaron en la disputa del trofeo, son Huachipato (equipo que fue el campeón del Torneo Nacional de Primera División 2023 y que participará en este torneo, por primera vez en su historia) y Colo-Colo (equipo que fue el campeón de la Copa Chile 2023 y que disputó este torneo, por quinta vez en su historia. El Cacique ganó la Supercopa de Chile, en 3 ocasiones).
| Huachipato | Campeón de Primera División 2023 |
| Colo-Colo  | Campeón de Copa Chile 2023       |

## Partido
| 12    | POR   | Martín Parra          |     |
| 3     | DEF   | Imanol González       |     |
| 4     | DEF   | Benjamín Gazzolo      |     |
| 5     | DEF   | Felipe Loyola         |     |
| 26    | DEF   | Leandro Díaz          |     |
| 6     | MED   | Claudio Sepúlveda     |     |
| 8     | MED   | Gonzalo Montes        |     |
| 10    | MED   | Brayan Palmezano      | 46' |
| 7     | DEL   | Mario Briceño         | 53' |
| 9     | DEL   | Maximiliano Rodríguez | 69' |
| 23    | DEL   | Cris Martínez         | 69' |
| D. T. | D. T. | Javier Sanguinetti    |     |

| 1     | POR   | Brayan Cortés      |     |
| 16    | DEF   | Óscar Opazo        |     |
| 4     | DEF   | Alan Saldivia      |     |
| 37    | DEF   | Maximiliano Falcón |     |
| 21    | DEF   | Erick Wiemberg     |     |
| 8     | MED   | Esteban Pavez      |     |
| 5     | MED   | Leonardo Gil       |     |
| 23    | MED   | Arturo Vidal       |     |
| 7     | DEL   | Carlos Palacios    | 71' |
| 14    | DEL   | Cristián Zavala    | 71' |
| 26    | DEL   | Matías Moya        | 53' |
| D. T. | D. T. | Jorge Almirón      |     |

| 11 | Delantero      | Sebastián Sáez   | 46' |
| 21 | Delantero      | Julián Brea      | 53' |
| 14 | Centrocampista | Carlo Villanueva | 69' |
| 29 | Delantero      | Claudio Torres   | 69' |

| 10 | Centrocampista | Pablo Parra    | 53' |
| 11 | Delantero      | Marcos Bolados | 71' |
| 32 | Delantero      | Lucas Cepeda   | 71' |

| 10' · 22' | Carlos Palacios Arturo Vidal P | 0:1 0:2 |

| 3' · 20' · 61' | Cris Martínez Felipe Loyola Gonzalo Montes |

| Principal  | José Cabero     |
| Asistentes | Claudio Urrutia |
|            | Alan Sandoval   |
| Cuarto     | Piero Maza      |

| VAR            | Juan Lara         |
| Asistentes VAR | Carlos Venegas    |
|                | Reinerio Alvarado |

| Alineación inicial |

| 12    | POR   | Martín Parra          |     |
| 3     | DEF   | Imanol González       |     |
| 4     | DEF   | Benjamín Gazzolo      |     |
| 5     | DEF   | Felipe Loyola         |     |
| 26    | DEF   | Leandro Díaz          |     |
| 6     | MED   | Claudio Sepúlveda     |     |
| 8     | MED   | Gonzalo Montes        |     |
| 10    | MED   | Brayan Palmezano      | 46' |
| 7     | DEL   | Mario Briceño         | 53' |
| 9     | DEL   | Maximiliano Rodríguez | 69' |
| 23    | DEL   | Cris Martínez         | 69' |
| D. T. | D. T. | Javier Sanguinetti    |     |

| 1     | POR   | Brayan Cortés      |     |
| 16    | DEF   | Óscar Opazo        |     |
| 4     | DEF   | Alan Saldivia      |     |
| 37    | DEF   | Maximiliano Falcón |     |
| 21    | DEF   | Erick Wiemberg     |     |
| 8     | MED   | Esteban Pavez      |     |
| 5     | MED   | Leonardo Gil       |     |
| 23    | MED   | Arturo Vidal       |     |
| 7     | DEL   | Carlos Palacios    | 71' |
| 14    | DEL   | Cristián Zavala    | 71' |
| 26    | DEL   | Matías Moya        | 53' |
| D. T. | D. T. | Jorge Almirón      |     |

| 11 | Delantero      | Sebastián Sáez   | 46' |
| 21 | Delantero      | Julián Brea      | 53' |
| 14 | Centrocampista | Carlo Villanueva | 69' |
| 29 | Delantero      | Claudio Torres   | 69' |

| 10 | Centrocampista | Pablo Parra    | 53' |
| 11 | Delantero      | Marcos Bolados | 71' |
| 32 | Delantero      | Lucas Cepeda   | 71' |

| 10' · 22' | Carlos Palacios Arturo Vidal P | 0:1 0:2 |

| 3' · 20' · 61' | Cris Martínez Felipe Loyola Gonzalo Montes |

| Principal  | José Cabero     |
| Asistentes | Claudio Urrutia |
|            | Alan Sandoval   |
| Cuarto     | Piero Maza      |

| VAR            | Juan Lara         |
| Asistentes VAR | Carlos Venegas    |
|                | Reinerio Alvarado |

| Alineación inicial |

| 12    | POR   | Martín Parra          |     |
| 3     | DEF   | Imanol González       |     |
| 4     | DEF   | Benjamín Gazzolo      |     |
| 5     | DEF   | Felipe Loyola         |     |
| 26    | DEF   | Leandro Díaz          |     |
| 6     | MED   | Claudio Sepúlveda     |     |
| 8     | MED   | Gonzalo Montes        |     |
| 10    | MED   | Brayan Palmezano      | 46' |
| 7     | DEL   | Mario Briceño         | 53' |
| 9     | DEL   | Maximiliano Rodríguez | 69' |
| 23    | DEL   | Cris Martínez         | 69' |
| D. T. | D. T. | Javier Sanguinetti    |     |

| 1     | POR   | Brayan Cortés      |     |
| 16    | DEF   | Óscar Opazo        |     |
| 4     | DEF   | Alan Saldivia      |     |
| 37    | DEF   | Maximiliano Falcón |     |
| 21    | DEF   | Erick Wiemberg     |     |
| 8     | MED   | Esteban Pavez      |     |
| 5     | MED   | Leonardo Gil       |     |
| 23    | MED   | Arturo Vidal       |     |
| 7     | DEL   | Carlos Palacios    | 71' |
| 14    | DEL   | Cristián Zavala    | 71' |
| 26    | DEL   | Matías Moya        | 53' |
| D. T. | D. T. | Jorge Almirón      |     |

| 11 | Delantero      | Sebastián Sáez   | 46' |
| 21 | Delantero      | Julián Brea      | 53' |
| 14 | Centrocampista | Carlo Villanueva | 69' |
| 29 | Delantero      | Claudio Torres   | 69' |

| 10 | Centrocampista | Pablo Parra    | 53' |
| 11 | Delantero      | Marcos Bolados | 71' |
| 32 | Delantero      | Lucas Cepeda   | 71' |

| 10' · 22' | Carlos Palacios Arturo Vidal P | 0:1 0:2 |

| 3' · 20' · 61' | Cris Martínez Felipe Loyola Gonzalo Montes |

| Principal  | José Cabero     |
| Asistentes | Claudio Urrutia |
|            | Alan Sandoval   |
| Cuarto     | Piero Maza      |

| VAR            | Juan Lara         |
| Asistentes VAR | Carlos Venegas    |
|                | Reinerio Alvarado |

| Alineación inicial |

| 12    | POR   | Martín Parra          |     |
| 3     | DEF   | Imanol González       |     |
| 4     | DEF   | Benjamín Gazzolo      |     |
| 5     | DEF   | Felipe Loyola         |     |
| 26    | DEF   | Leandro Díaz          |     |
| 6     | MED   | Claudio Sepúlveda     |     |
| 8     | MED   | Gonzalo Montes        |     |
| 10    | MED   | Brayan Palmezano      | 46' |
| 7     | DEL   | Mario Briceño         | 53' |
| 9     | DEL   | Maximiliano Rodríguez | 69' |
| 23    | DEL   | Cris Martínez         | 69' |
| D. T. | D. T. | Javier Sanguinetti    |     |

| 1     | POR   | Brayan Cortés      |     |
| 16    | DEF   | Óscar Opazo        |     |
| 4     | DEF   | Alan Saldivia      |     |
| 37    | DEF   | Maximiliano Falcón |     |
| 21    | DEF   | Erick Wiemberg     |     |
| 8     | MED   | Esteban Pavez      |     |
| 5     | MED   | Leonardo Gil       |     |
| 23    | MED   | Arturo Vidal       |     |
| 7     | DEL   | Carlos Palacios    | 71' |
| 14    | DEL   | Cristián Zavala    | 71' |
| 26    | DEL   | Matías Moya        | 53' |
| D. T. | D. T. | Jorge Almirón      |     |

| 11 | Delantero      | Sebastián Sáez   | 46' |
| 21 | Delantero      | Julián Brea      | 53' |
| 14 | Centrocampista | Carlo Villanueva | 69' |
| 29 | Delantero      | Claudio Torres   | 69' |

| 10 | Centrocampista | Pablo Parra    | 53' |
| 11 | Delantero      | Marcos Bolados | 71' |
| 32 | Delantero      | Lucas Cepeda   | 71' |

| 10' · 22' | Carlos Palacios Arturo Vidal P | 0:1 0:2 |

| 3' · 20' · 61' | Cris Martínez Felipe Loyola Gonzalo Montes |

| Principal  | José Cabero     |
| Asistentes | Claudio Urrutia |
|            | Alan Sandoval   |
| Cuarto     | Piero Maza      |

| VAR            | Juan Lara         |
| Asistentes VAR | Carlos Venegas    |
|                | Reinerio Alvarado |

| Alineación inicial |

## Campeón
|                       |
| Colo-Colo 4.to título |

## Incidentes
Colo-Colo iba ganando por 2 a 0 a Huachipato, con los goles de Palacios de cabeza y Vidal de penal (ambos goles marcados en el primer tiempo). Sin embargo, a falta de pocos minutos para el final del partido, la hinchada colocolina empezaría a hacer uso de artículos polémicos (entre ellos un lienzo dedicado al fallecido expresidente de la República, Sebastián Piñera, y a la dirigencia de Blanco y Negro). Carabineros arrebató ese lienzo a la Garra Blanca, lo que provocó que la barra del equipo colocolino realice graves disturbios dentro y fuera del Estadio Nacional, por lo que el partido fue suspendido hasta nuevo aviso. El presidente de la ANFP, Pablo Milad, comunicó al día siguiente que el ente determinó que los minutos restantes del encuentro se disputarán sin público en una fecha por definir, además de presentar una querella contra los responsables de los daños ocasionados.
El 4 de marzo, el Tribunal de Disciplina de la ANFP dio a conocer las sanciones por los incidentes ocurridos, en las que se excluyó a Colo-Colo debido a que el partido se disputaba en cancha neutral. Sin embargo, el castigo recayó en la hinchada del equipo, mediante una histórica sanción en la que se prohibió el ingreso por los siguientes 5 partidos del Campeonato Nacional como local a los 12 820 hinchas que se ubicaron en la galería Norte del Estadio Nacional durante el partido, la cual fue modificada posteriormente tras una apelación, eliminando la prohibición a los hinchas pero prohibiendo el acceso a la galería Arica del Estadio Monumental durante los mismos 5 partidos.